# Oxyrhynque huppé
Oxyruncus cristatus
Famille
Genre
Espèce
Répartition géographique
Statut de conservation UICN

 LC  : Préoccupation mineure
L'Oxyrhynque huppé (Oxyruncus cristatus) est une petite espèce de passereaue la famille des Oxyruncidae, dont il est l'unique représentant.

## Habitat et alimentation

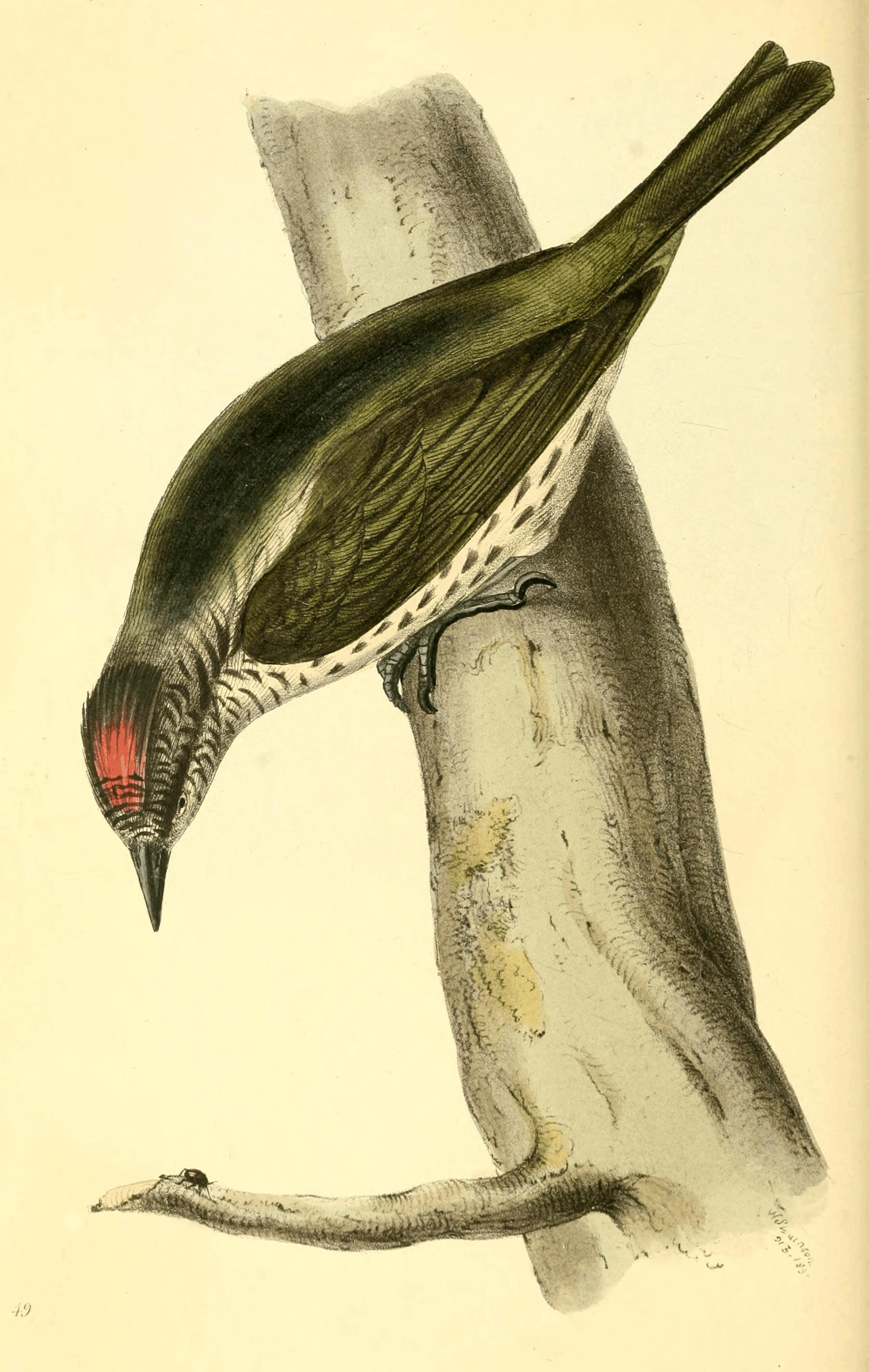
Individu dessiné par William Swainson.

Il vit dans la canopée des forêts humides se nourrissant de fruits et d'invertébrés.

## Aspect
Il est reconnaissable à sa huppe érectile orange et son plumage jaunâtre tacheté de noir, sur le ventre, le cou et la tête. Son bec pointu est à l'origine de son nom (du grec « οξυς » = aigu, pointu et « ρυνχοσ » = bec).

## Position systématique
La phylogénie de Sibley basée sur des tests d'hybridation de l'ADN l'a intégré à la famille des tyrannidés, puis des études plus récentes dans celle des cotingidés.
Dans la classification de référence (version 2.2) du Congrès ornithologique international (2009), cette espèce était placée dans sa propre des familles Oxyruncidae (Ridgway, 1906), mais sa position taxinomique ayant été résolue (Ohlson et al. 2008, Tello et al. 2009), elle est placée dans la famille des Tityridae dans la version 2.3 (2009).

## Sous-espèces
Selon la classification de référence du Congrès ornithologique international (15.1, 2025) il se répartit en quatre sous-espèces :
- Oxyruncus cristatus frater (Sclater & Salvin, 1868) — cordillère de Talamanca ;
- Oxyruncus cristatus brooksi Bangs & Barbour, 1922 — région du Darién ;
- Oxyruncus cristatus hypoglaucus (Salvin & Godman, 1883) — plateau des Guyanes ;
- Oxyruncus cristatus cristatus Swainson, 1821 — forêt atlantique.